# Semeiotica
In ambito medico, la semeiotica (dal greco antico  σημεῖον?, sēmêion, che significa "segno", e dal suffisso -iké, "relativo a") è la disciplina che studia i sintomi e i segni clinici.
L'etimologia del termine è identica a quella di semiotica ma, per consuetudine, la parola "semeiotica" viene utilizzata solo per definire quella branca della medicina il cui oggetto di studio sono i sintomi (soggettivi) e i segni (oggettivi) di malattia, e di come entrambi debbano essere integrati per giungere alla diagnosi.
In senso lato, la semeiotica è l'insieme dello studio anamnestico, dell'esame obiettivo, nonché dei reperti di quanto ricercato in esami di laboratorio e con le tecniche diagnostiche speciali (radiologia, elettrocardiografia, endoscopia, eccetera).

## Classificazione
Si distinguono:
- una semeiotica fisica (anamnesi ed esame obiettivo);
- una semeiotica di laboratorio, che si avvale di prelievi di sangue, urine, feci, liquor cefalorachidiano, liquido pleurico, liquido ascitico, liquido sinoviale e campioni di tessuto, al fine di effettuare esami ematochimici, emocromocitometrici, immunologici, ormonali, sierologici, microbiologici, istopatologici;
- una semeiotica radiologica, che si avvale dell'utilizzo di RX, TAC (spirale, multistrato, ad alta risoluzione), medicina nucleare (PET, scintigrafia);
- una semeiotica strumentale organica, che si avvale di ECG, EEG, endoscopia, ecografia ed esami specialistici (spirometria, impedenzometria).

## Anamnesi
L'anamnesi comprende la raccolta strutturata di informazioni di interesse diagnostico relative alla storia clinica del paziente (come, ad esempio, il tipo di parto e di allattamento ricevuto, primi passi, prime parole, età dello sviluppo sessuale, eventuali gravidanze, menopausa, tipo di lavoro, abitudini voluttuarie, regolarità delle funzioni fisiologiche) e della sua famiglia (eventuali malattie e motivo della morte dei parenti, con particolare attenzione alle malattie genetiche o familiari).
L'anamnesi patologica remota deve comprendere tutte le malattie e i traumi di cui il paziente ha sofferto, compresa l'indicazione dei ricoveri e degli eventuali interventi chirurgici. Attenzione va posta alle eventuali allergie, alle intolleranze farmacologiche e ai farmaci abitualmente assunti. L'anamnesi patologica prossima è la descrizione dei sintomi in atto, che portano alla visita medica.

## Esame obiettivo
L'esame obiettivo è la relazione relativa ai reperti della visita, e comprende dati generali (come ad esempio respiro, decubito, stato della cute e delle mucose, polso, pressione, arteriosa, temperatura), e la descrizione sistematica delle varie parti del corpo o dei principali apparati (ad esempio capo – collo – torace – cuore – addome – arti – stato neurologico ecc.). Si può anche distinguere un esame obiettivo generale ed uno locale, più dettagliato, mirato alla sede della patologia in questione.
Entrando più nello specifico, nell'ambito dell'esecuzione dell'esame obiettivo se ne distinguono quattro momenti: Ispezione, Palpazione, Percussione e Auscultazione.

### Ispezione
Ispezionare significa osservare il paziente per ricavare informazioni utili alla diagnosi dagli atteggiamenti posturali, dalle espressioni del volto, dall'anatomia stessa della persona ecc. 
In pratica, con l'ispezione si raccolgono tutte le informazioni ottenibili "a colpo d'occhio", tutte importanti anche se possono sembrare ovvie.
L'ispezione ha inizio quando il paziente entra nello studio medico. Infatti, già con l'ingresso del paziente, il medico ne stabilirà sesso ed età (importanti perché correlati in maniera specifica a determinate patologie), osserverà se il malato riesce a camminare e come lo fa (claudicando piuttosto che con difficoltà, ecc), oppure se assume una posizione particolare che gli consenta di non sentire dolore (decubito antalgico), se assume qualsiasi posizione indifferentemente perché non è afflitto da dolore fisico oppure perché privo di coscienza (rispettivamente, decubito indifferente attivo e passivo).
Inoltre, il medico potrà stabilire il grado di nutrizione e di idratazione del paziente, nonché registrarne i parametri vitali (presenza polsi, frequenza respiratoria, temperatura corporea, pressione arteriosa). Successivamente, dall'osservazione del volto si potrà descrivere quella che viene definita facies (aspetto del viso, inteso come colorito e stato della cute, espressione, presenza di masse, ecc), importante poiché alcune patologie si manifestano ciascuna con una specifica facies.
Infine, si determina lo stato degli annessi cutanei (unghie, capelli e peli) e la conformazione generale e specifica di particolari zone del corpo, evidenziando l'eventuale presenza di asimmetrie, masse, tumefazioni, ecc.

### Palpazione
La palpazione indica l'apprezzamento con il tatto di una o più regioni del corpo per descrivere situazioni di normalità o patologiche. Deve essere prima superficiale poi profonda. Permette di descrivere la natura di eventuali masse o tumefazioni presenti in un distretto corporeo (es distinguere un'ernia da un ascesso). Con essa si possono praticare specifiche manovre finalizzate ad evocare determinati segni che se positivi diventano indicatori utili per la diagnosi di specifiche patologie (ad esempio, esercitare una pressione nel punto detto di McBurney provoca dolore nel paziente affetto da appendicite nella maggior parte dei casi).

### Percussione
La percussione si effettua con un dito plessimetro (posto sulla zona di cui si vuole sentire il suono evocato dalla percussione) e un dito plessore (che percuote il plessimetro) e consiste nel produrre un suono che sarà specifico per ogni distretto corporeo. I suoni sono fondamentalmente di due tipi: suono ottuso, tipico degli organi pieni (parenchimatosi) e suono chiaro, tipico degli organi cavi (quindi quando è presente aria).
La presenza di un suono differente da quello atteso porta al sospetto di una situazione patologica.
La percussione viene eseguita generalmente sul distretto toracico e addominale, facendo attenzione, nel primo caso, a percuotere solamente in corrispondenza degli spazi intercostali.
Tramite la percussione della parete toracica anteriore è possibile delimitare l'aia cardiaca.

### Auscultazione
L'auscultazione viene effettuata mediante un fonendoscopio, consente di valutare i rumori che gli organi del nostro corpo producono mentre lavorano, potendo così distinguere i rumori fisiologici (es battito cardiaco) da quelli aggiunti (normalmente non presenti, come un ronco associato alla respirazione).
In questo modo si potranno individuare diverse situazioni patologiche. Solitamente si effettua l'auscultazione di torace (per cuore e polmoni), addome e polsi (per individuare eventuali soffi).

## Semeiotica funzionale
Sotto il nome di semeiotica funzionale si intende lo studio della funzione degli organi e degli apparati, per mezzo di gruppo di indagini molto eterogeneo che comprende gli esami radiologici e di imaging, gli esami endoscopici e una serie di altre indagini che vanno dalla misurazione della pressione arteriosa, allo studio della distribuzione di un radioisotopo, allo studio dei reperti ottenuti in laboratorio mediante l'analisi di fluidi biologici (sangue, siero, plasma, urine, ecc.) o frammenti di tessuto (biopsie).
Il nome di semeiotica funzionale è pertanto improprio e parziale, ma è utilizzato nel linguaggio medico corrente.